# Motike (Banja Luka, BiH)
Motike su naseljeno mjesto u sastavu Grada Banje Luke, Republika Srpska, BiH.

## Stanovništvo
| Motike             |              |                |              |
| godina popisa      | 1991.        | 1981.          | 1971.        |
| Hrvati             | 944 (46,98%) | 1.047 (57,21%) | 951 (63,40%) |
| Srbi               | 941 (46,83%) | 675 (36,88%)   | 525 (35,00%) |
| Muslimani          | 10 (0,49%)   | 1 (0,05%)      | 0            |
| Jugoslaveni        | 80 (3,98%)   | 44 (2,40%)     | 17 (1,13%)   |
| ostali i nepoznato | 34 (1,69%)   | 63 (3,44%)     | 7 (0,46%)    |
| ukupno             | 2.009        | 1.830          | 1.500        |

## Vanjske poveznice
- Satelitska snimka  Arhivirana inačica izvorne stranice od 1. lipnja 2008. (Wayback Machine)